# Ливанско-мексиканские отношения
Ливанско-мексиканские отношения — двусторонние дипломатические отношения между Ливаном и Мексикой. 

## История
В 1878 года несколько тысяч ливанских мигрантов покинули свою родную землю и эмигрировали в Мексику, так как не хотели находиться под властью Османской империи. В настоящее время в Мексике проживает более 500 000 человек ливанского происхождения, что делает Мексику четвертой страной по количеству проживающих ливанцев за пределами Ливана. 12 июня 1945 года, через два года после обретения независимости от Франции, Ливан и Мексика установили дипломатические отношения. В 1947 году дипломатические миссии были созданы в каждой из столиц. 
В 1975 году в Ливане началась гражданская война и по соображениям безопасности посольство Мексики в Бейруте было закрыто в июне 1982 года (вновь открыто в 1996 году). С тех пор Мексика не закрывала своё посольство в Ливане, несмотря на различные вспышки насилия в этой стране и израильские авиаудары. В 2000 году мексиканский министр иностранных дел Росарио Грин стал самым высокопоставленным чиновником этой страны посетившим Ливан. В сентябре 2010 года президент Ливана Мишель Сулейман стал первым ливанским главой государства посетившим с официальным визитом Мексику, где в Мехико провел встречу с президентом Фелипе Кальдероном.

## Торговля
Торговля между двумя странами остается на скромном уровне. В 2013 году общий объем торговли составил сумму в 7,5 млн долларов США. На долю ливанской диаспоры в Мексике приходится 10 % ВВП страны.